# 1998年石垣岛南部近海地震
1998年石垣岛南部近海地震（日語：石垣島南方沖地震）是一场发生于日本冲绳县以南太平洋洋面上的地震。震中位于北纬22度22.7分，东经125度26.2分，震级为Mj 7.7级，震源深度为35千米。
日本气象厅指出，本次地震以走滑型为主，震中处于菲律宾海板块的内部，震中距日本石垣岛400千米，距菲律宾巴斯科260千米，距台湾花莲县425千米。是次地震还引发了海啸，日本气象厅据此向冲绳县沿岸发布了海啸警报，向日本西南部部分地区发布了海啸注意警报。本次地震亦是菲律宾海板块在琉球群岛范围内近100年来规模最大的地震。

## 震度
下表列出了震度达到1以上的市町村。
| 震度 | 都道府县 | 市区町村                                    |
| ---- | -------- | ------------------------------------------- |
| 3    | 沖繩县   | 平良市 多良間村 石垣市 竹富町 与那国町      |
| 2    | 沖繩县   | 仲里村                                      |
| 1    | 沖繩县   | 名護市 国頭村 那霸市 讀谷村 玉城村 南大東村 |
| 1    | 鹿儿岛县 | 鹿屋市 名瀨市 喜界町                        |

## 观测和预警
日本气象厅测定此次地震的规模为日本气象厅地震规模7.7级，在震源深度35千米。美国地质勘探局测定本次地震规模为矩震级7.5级，震源深度33千米。此外，在本次地震中，日本气象厅在冲绳县平良市、多良間村、石垣市、竹富町西表岛、与那国町观测到了震度3，在仲里村观测到了震度2。此次地震没有造成人员伤亡。
地震发生后，气象厅旋即于8时39分向宫古岛·八重山地区、冲绳本岛地区、大东岛地区发布了海啸警报，预计海啸波高为1米。此后又于8时50分向山口县、九州岛沿岸全域、薩南諸島、和歌山县、兵库县濑户内海沿岸发出了海啸注意警报。但最后仅在石垣島、宫古岛测得4厘米的海啸，在与那国島测得微弱海啸。日本气象厅指出，出现预报和实测海啸严重不符的情况系由于本次地震是走滑型地震。若是正断层或逆断层事件的话，则可能会引发3米至4米的海啸。